# Besse, Cantal

Besse este o comună în departamentul Cantal, Franța. În 1 ianuarie 2022 avea o populație de 131 de locuitori.